# Vítězslav Novák

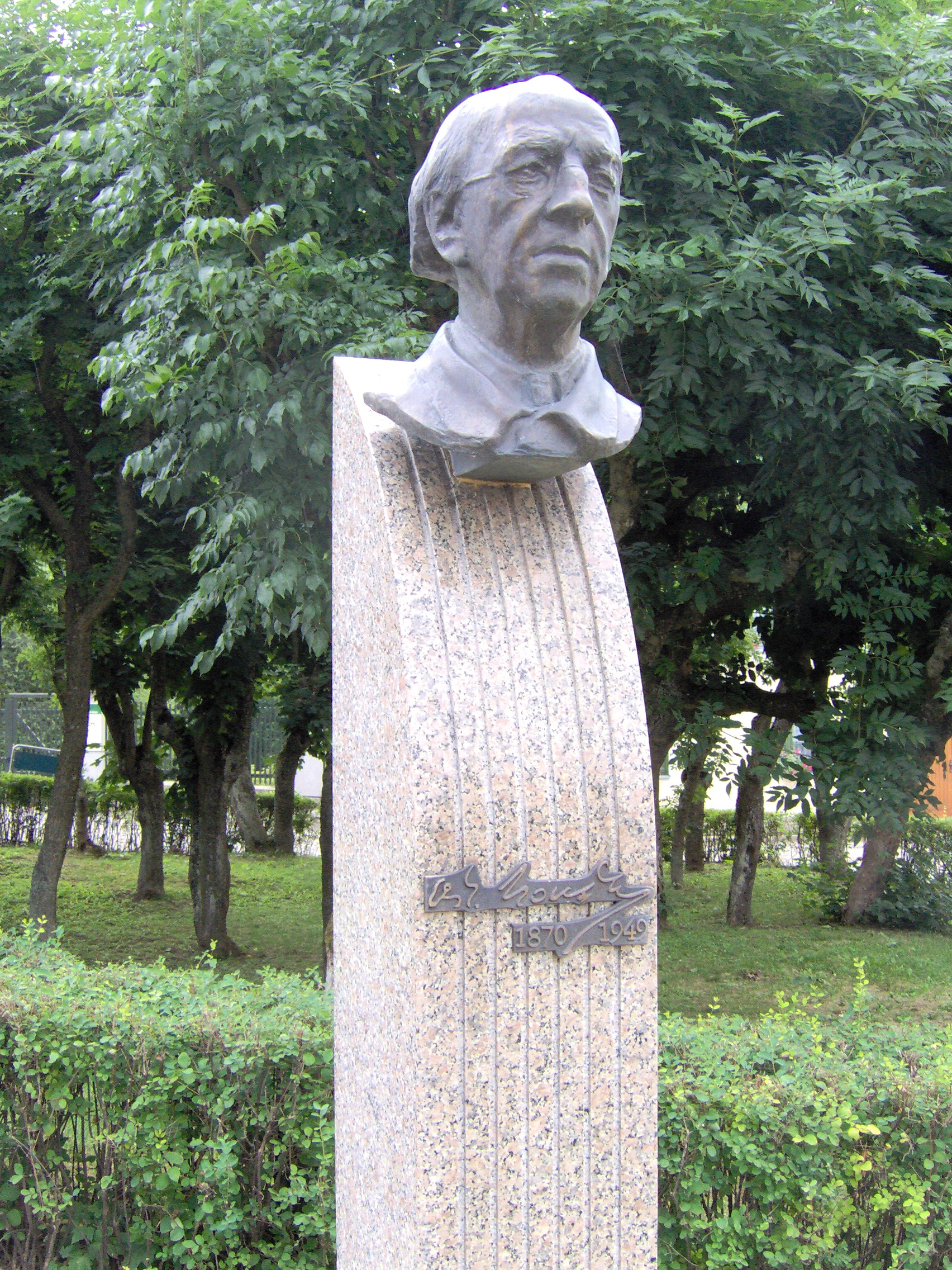
Büste von Vítězslav Novák in seinem Geburtsort Kamenice nad Lipou

Vítězslav Augustín Rudolf Novák (* 5. Dezember 1870 in Kamenice nad Lipou, Böhmen, Österreich-Ungarn; † 18. Juli 1949 in Skuteč, Tschechoslowakei) war ein tschechischer Komponist und Musikpädagoge.

## Leben und Wirken
Der Sohn eines Arztes studierte Rechtswissenschaften an der tschechischen Karls-Universität Prag und nahm gleichzeitig 1891 bis 1896 eine musikalische Ausbildung am Prager Konservatorium als Schüler von Josef Jiránek, Karel Stecker und Antonín Dvořák, wurde dort 1909 bis 1939 Professor für Kompositionslehre und war 1920 bis 1922 und 1927/1928 dessen Rektor.
Sein kompositorisches Werk stand zu Beginn und in den 1930er Jahren unter dem Einfluss der tschechischen Volksmusik, während er sich in den 1920er Jahren intensiv mit der westeuropäischen Musik auseinandersetzte. Als Komponist erreichte er internationales Ansehen und wirkte als Pädagoge nachhaltig auf die kommenden Generationen Prager Musiker. Stefanija Turkewytsch hat bei ihm studiert. Novák komponierte mehrere sinfonische Dichtungen, eine Suite, Serenaden, Ouvertüren, vier Opern, zwei Ballette, Chorkantaten, kammermusikalische Werke, Klavierstücke und Lieder.
Er wurde 1928 Ehrendoktor der Comenius-Universität Bratislava, war seit 1905 korrespondierendes, seit 1922 ordentliches Mitglied in der Tschechischen Akademie der Wissenschaften und wurde 1945 mit dem Titel Nationalkünstler der Tschechoslowakei ausgezeichnet. 1947 wurde Novák zum Ehrenmitglied der International Society for Contemporary Music ISCM gewählt.
Bei Vítězslav Novák kommt es vereinzelt zu Verwechslungen mit dem kroatischen Schriftsteller und Musikpädagogen Vjenceslav Novak.

## Werke
- Der Korsar, sinfonische Dichtung
- In der Tatra, sinfonische Dichtung
- Von ewiger Sehnsucht, sinfonische Dichtung
- Toman und die Waldfee, sinfonische Dichtung
- Slowakische Suite, sinfonische Dichtung
- Südböhmische Suite
- De profundis, sinfonische Dichtung
- Pan, sinfonische Dichtung
- St. Wenzel-Triptychon
- Maisinfonie
- Der Sturm, Chorkantate, 1910
- Die Totenbraut, Chorkantate
- Herbstsinfonie
- Zvíkovský rarášek (Der Kobold von Zvíkov), komische Oper, 1915
- Karlštejn, Oper, 1916
- Lucerna (Die Laterne), musikalisches Märchen, 1923
- Dědův odkaz (Großvaters Erbe), lyrische Oper, 1926
- Žižka, Bühnenmusik
- Kammermusik
  - Sonate für Violine und Klavier d-moll, 1891
  - Klaviertrio g-moll op. 1, 1892
  - Klavierquartett c-moll op. 7, 1894/1899
  - Klavierquintett a-moll op. 12, 1896/1897
  - Streichquartett G-dur op. 22, 1899
  - (Klavier-)Trio quasi una ballata d-moll op. 27, 1902
  - Streichquartett D-dur op. 35, 1905
  - Streichquartett G-dur op. 66, 1938
  - Sonate für Violoncello und Klavier op. 68, 1941
  - Acht Nocturnes für Stimme und Orchester op. 39